# Eric Cook
Eric Cook (... – 11 aprile 2017) è stato un manager e produttore discografico inglese.

## Biografia
È stato manager storico della band NWOBHM/Black/Speed Metal Venom fino al 1998 ed era conosciuto anche per aver fondato negli anni 2000 l'etichetta discografica Demolition Records insieme a suo fratello Ged. L'etichetta vanterà le produzioni di album di artisti e band come David Lee Roth, Twisted Sister, The Quireboys, Quiet Riot e W.A.S.P..
Inoltre fonda nel 2010 i Blast Recording Studios nel 2010 a Newcastle,  registrando gruppi come i Take That, Arctic Monkeys e Twisted Sister.
È deceduto l'11 aprile 2017 a causa di un cancro violento.